# Aspicarpa pentandra
Aspicarpa pentandra är en tvåhjärtbladig växtart som först beskrevs av Antoine Laurent de Jussieu, och fick sitt nu gällande namn av Emil Hassler. Aspicarpa pentandra ingår i släktet Aspicarpa och familjen Malpighiaceae. Inga underarter finns listade i Catalogue of Life.